# Dedicato a una stella
Dedicato a una stella è un film del 1976 diretto da Luigi Cozzi.

## Trama
Richard Lasky, musicista fallito, s'innamora della giovane Stella Glisset. Si incontrano per caso in un ospedale, dove Richard viene a conoscenza, per un malinteso, che la ragazza è affetta da un male incurabile: la leucemia.

## Produzione
(Luigi Cozzi)
Il film venne girato in Francia; la scena iniziale con l'abbazia di Mont-Saint-Michel sullo sfondo, diverse altre scene a Parigi.